# Aeropuerto de Korçë
El Aeropuerto de Korçë o bien el Aeropuerto del Noroeste Korçë  (ICAO: LAKO) es un aeropuerto situado al noroeste del centro de Korçë, capital del distrito y prefectura homónimas en el país europeo de Albania.
Carece de una infraestructura básica, ya que está constituido solamente por una superficie de una pista de hierba y tierra con orientación 01/19 y 2278 por 84 metros de largo.
El aeropuerto se utilizó durante la Segunda Guerra Mundial en operaciones de la Luftwaffe y la Real Fuerza Aérea británica, y como un apoyo militar táctico de las tropas del Ejército durante la invasión italiana de Albania en 1939 y la ocupación subsiguiente.
Más tarde albergó la base Korçë-Veriperëndim de la Fuerza Aérea de Albania.